# 维尔德豪斯
维尔德豪斯（德語：Wildhaus）是瑞士圣加仑州的一个村庄与旧市镇，是宗教改革领袖，基督教神學家烏利希·慈運理的出生地。2008年人口为1209人。